# Gresham’s School

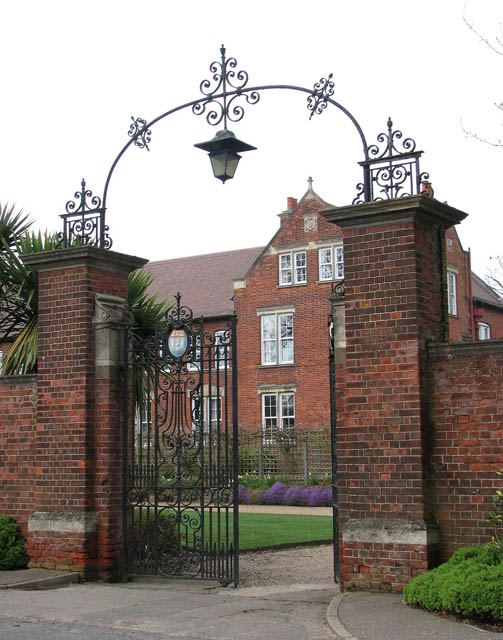
Haupttor der Schule

Die Gresham’s School ist eine traditionsreiche Privatschule (Public School) für etwa 760 Jungen und Mädchen im Alter von 8 bis 18 Jahren in der Grafschaft Norfolk im Osten Englands. Die Schule wird durch Schulgebühren und Spenden finanziert. Die Schulgebühren gehören mit rund 36.000 GBP pro Schuljahr zu den höchsten Englands.
Die Schule zählt akademisch zu den renommiertesten Schulen Großbritanniens. Sie wurde 1555 von Sir John Gresham (1495–1556), dem damaligen Lord Mayor von London, als Wohltätigkeitsschule gegründet und diente dem Zweck, vierzig armen Schülern eine kostenlose Schulausbildung zu ermöglichen. Diese Stipendiaten gibt es nach wie vor als Holt Scholars. Ehemalige Schüler (Alumni) werden Old Greshamians genannt.

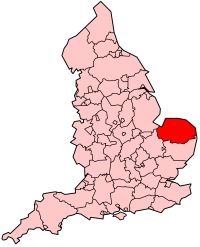
Grafschaft Norfolk

## Ausbildung
Die stark humanistisch orientierte Ausbildung umfasst Fächer wie Sprachen (unter anderem Latein, Altgriechisch, Französisch, Russisch, Spanisch, Deutsch, Japanisch), Klassische Studien, Geschichte, Wissenschaft (Physik, Chemie, Biologie, Mathematik), Design Technologie, Literatur, Kunst/Kunstgeschichte, Drama/Theaterwissenschaft, Wirtschaft/Handel, Musik und Religiöse Studien.

## Klassensystem
Die Schule benutzt die traditionelle englische Zählweise für Schuljahre. Es gibt die Klassen 3 bis 5 und die Sixth-Form, die sich aus der unteren Sixth-Form (Lower Sixth) und der oberen Sixth-Form (Upper Sixth) zusammensetzt. Dies entspricht den Klassen 6 bis 12 in Deutschland.

## Häuser

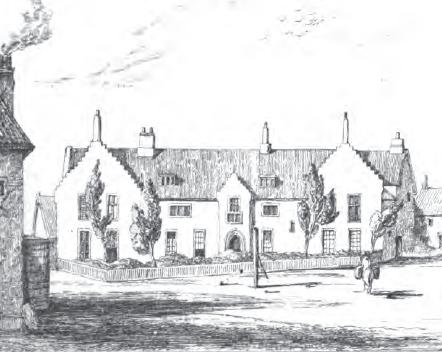
Gresham’s School, 1838

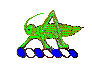
Die Gresham’s-Heuschrecke

Die Schule wird von den meisten Schülern als boarding school (Internat) genutzt. Die Schüler leben (wie an englischen Privatschulen üblich) in sieben Häusern (Boarding Houses). Zwischen diesen Häusern werden unter anderem Sportwettkämpfe ausgetragen.
Heute umfasst die Schule folgende Häuser:
- Howson’s (1903)
- Woodlands (1905)
- Farfield (1911)
- Tallis (1961)
- Oakeley (1971)
- Edinburgh (1984)
- Britten (1992)

## Bekannte Schüler
- W. H. Auden (1907–1973), Dichter, Schriftsteller
- Richard Austin (1903–1989), Dirigent
- Arthur Christopher Benson (1862–1925), Schriftsteller
- Lennox Berkeley (1903–1989), Komponist
- Eric Berthoud (1900–1989), Industrieller und Diplomat
- Tom Bourdillon (1924–1956), Bergsteiger
- Robert Bray (1908–1983), General der British Army
- Peter Brook (1925–2022), Theaterregisseur
- Benjamin Britten, Baron Britten (1913–1976), Komponist, Dirigent und Pianist
- Martin Burgess (1931–2022), Uhrmacher
- Erskine Childers (1905–1974), Präsident von Irland
- Sir Christopher Cockerell (1910–1999), Ingenieur und Erfinder des Hovercrafts
- Norman Cohn (1915–2007), Historiker
- Weldon Dalrymple-Champneys (1892–1980), Arzt im öffentlichen Gesundheitswesen
- Antony Copley (1937–2016), Historiker
- John Daly (1901–1985), anglikanischer Bischof in Afrika und Asien
- Henry Daniell (1894–1963), Schauspieler
- James Dyson (* 1947), Erfinder und Unternehmer
- Ralph Firman (* 1975), Rennfahrer
- Stephen Frears (* 1941), Filmregisseur
- Stephen Fry (* 1957), Schauspieler und Regisseur
- Sienna Guillory (* 1975), Filmschauspielerin, Produzentin und Model
- Sir Alan Lloyd Hodgkin (1914–1998), Biochemiker mit dem Nobelpreis geehrt
- George Evelyn Hutchinson (1903–1991), Limnologe und Ökologe
- David Kenworthy (1914–2010), Politiker
- David Lack (1910–1973), Biologe und Ornithologe
- Donald Maclean (1913–1983), Geheimagent und Mitglied der Cambridge Five
- Michael Lindsay (1909–1994), Peer
- Ben Nicholson (1894–1982), Maler und Objektkünstler
- Miranda Raison (* 1977), Schauspielerin
- John Reith (1889–1971), Gründervater und erster Generaldirektor der BBC
- Wilfrid Roberts (1900–1991), Politiker
- Sebastian Shaw (1905–1994), Schauspieler, Theaterregisseur, Dichter
- Jocelyn Simon (1911–2006), Peer und Lordrichter
- Stephen Spender (1909–1995), Dichter
- Christopher Strachey (1916–1975), Informatiker
- Pat Symonds (* 1953), Chefingenieur bei Renault F1
- John Tusa (* 1936), Rundfunk- und Fernsehjournalist
- Paul Wilson (1908–1980), Hydraulikingenieur und Politiker
- Robin Woods (1914–1997), Geistlicher und Mitglied des House of Lords
- Percy Wyn-Harris (1903–1979), Bergsteiger, Gouverneur in der britischen Kolonie Gambia